# Quốc gia Ukraina
Quốc gia Ukraina (tiếng Ukraina: Українська Держава, đã Latinh hoá: Ukrainska Derzhava), đôi khi cũng gọi là Quốc gia hetman thứ hai (tiếng Ukraina: Другий Гетьманат, đã Latinh hoá: Druhyi Hetmanat), là một chính phủ chống Bolshevik từng tồn tại với lãnh thổ chiếm hầu hết Ukraina hiện nay (ngoại trừ Tây Ukraina) từ 29 tháng 4 đến 14 tháng 12 năm 1918.
Chế độ này do giới chức quân sự Đức lập ra sau khi Hội đồng Trung ương có khuynh hướng xã hội của Cộng hòa Nhân dân Ukraina bị giải tán vào ngày 28 tháng 4 năm 1918. Quốc gia Ukraina được cai trị bởi Hetman của Ukraina Pavlo Skoropadskyi, ông đặt tất cả các đảng chính trị theo định hướng xã hội ra ngoài vòng pháp luật, cùng với Quốc gia Nga tạo ra một mặt trận chống Bolshevik. Chế độ sụp đổ vào tháng 12 năm 1918, khi Skoropadskyi bị phế truất và Cộng hòa Nhân dân Ukraina trở lại nắm quyền dưới hình thức Đốc chính.

## Địa lý
Quốc gia này nằm tại Đông Âu dọc theo phần trung du và hạ du của sông Dnepr (Dnipro) đến bờ biển của Biển Đen và Biển Azov. Quốc gia Ukraina bao phủ hầu hết lãnh thổ của Ukraina ngày nay—trừ Tây Ukraina, Budjak và Krym. Tuy nhiên, lãnh thổ của họ mở rộng đến một phần của Nga, Belarus, Moldova và Ba Lan ngày nay.
Về phía đông bắc, Ukraina đã thiết lập đường phân giới sơ bộ với Nga Xô viết, về phía đông có biên giới với Cộng hòa Don, về phía nam là Biển Đen và Biển Azov, trong khi bán đảo Krym—  Chính quyền khu vực Krym—nằm dưới quyền kiểm soát của Sulkevych. Về phía tây nam dọc theo sông Dniester là biên giới với Vương quốc Romania, về phía tây Ukraina giáp với Đế quốc Đức và Áo-Hung. Ở phía bắc là các lãnh thổ do Đức chiếm đóng Ober Ost và Cộng hòa Nhân dân Belarus.

## Lịch sử
Do hành động xâm chiếm của những người Bolshevik, chính phủ Cộng hòa Nhân dân Ukraina ban đầu theo đuổi chính sách chống quân sự đã quay sang tìm kiếm hỗ trợ quân sự, sau khi thủ đô Kyiv bị Mikhail Muravyov cướp phá vào ngày 9 tháng 2 năm 1918.  Vào ngày 9 tháng 2, Ukraina ký kết Hiệp định Brest-Litovsk với Liên minh Trung tâm và đến tháng 3, tất cả các lực lượng Bolshevik của Nga Xô viết bị loại bỏ khỏi lãnh thổ Ukraina. Tập đoàn quân Kyiv của Đức được thành lập để bảo vệ Ukraina trước khả năng Bolshevik tiếp tục xâm chiếm và do nguyên soái người Đức Hermann von Eichhorn lãnh đạo.
Vào ngày 25 tháng 4, cơ quan quản lý Tập đoàn quân Kyiv nghi ngờ chính phủ Vsevolod Holubovych bắt cóc Abram Dobry, chủ tịch Ngân hàng Ngoại thương tại Kyiv. Thông qua ngân hàng này lực lượng chiếm đóng Đức đã chính thức tiến hành mọi hoạt động tài chính với Reichsbank tại Berlin.  Ngày hôm sau, Eichhorn ban hành một nghị định theo đó tất cả các vụ án hình sự trên lãnh thổ Ukraina có thể được chọn lựa thuộc thẩm quyền xét xử của tòa án quân sự dã chiến Đức thay vì hệ thống tòa án Ukraina. Trong phiên họp tiếp theo của Hội đồng Trung ương vào ngày 29 tháng 4, Holubovych tuyên bố:
Ông Dobry này là ai? Ông ta có phải là thần dân của Nhà nước Đức không? Không, ông ấy không phải là họ hàng xa cũng không phải là cha mẹ đỡ đầu, ông ấy là một người xa lạ. Và chỉ vì người lạ đó, người không có mối liên hệ pháp lý nào với Đức và không có quyền ban hành một sắc lệnh có sức nặng khổng lồ như vậy đã bị bắt cóc, nên sắc lệnh đã được ban hành.

Cùng ngày (29 tháng 4), một đại hội đảng của các nhà sản xuất bánh mì bao gồm khoảng 6.000 đại biểu từ tất cả 8 tỉnh của Ukraina được diễn ra. trong tòa nhà của Rạp xiếc Kyiv. Sau khi nhận được thông tin về tình hình tại Đại hội từ những người đưa tin của mình, Pavlo Skoropadskyi sau đó lên xe đến sự kiện và tại đó ông được bầu làm Hetman của Ukraina. Sau đó tất cả những người tham gia chuyển đến Quảng trường Thánh Sophia, tại đó Skoropadskyi được ban phước bởi Nykodym, Vicar của Kyiv và Galicia (Giám mục đô thành Vladimir đã bị những người Bolshevik xử tử). Đêm hôm đó những người ủng hộ Hetman tiếp quản tòa nhà quân sự và nội vụ của chính phủ cũng như Ngân hàng Nhà nước. Ngày hôm sau, đội hình ưu tú và trung thành nhất của Hội đồng Trung ương là quân súng trường Sich bị tước vũ khí.
Skoropadskyi ban hành tuyên ngôn (hramota) "Gửi toàn dân Ukraina" và Luật về hệ thống nhà nước lâm thời. Mong muốn ổn định, quân Áo-Hung và Đức hoan nghênh cuộc đảo chính; Skoropadskyi hợp tác với họ, khiến ông không được lòng nhiều nông dân Ukraina. Nhà nước mới vẫn giữ lại tryzub (huy hiệu) và quốc kỳ nhưng đảo ngược thiết kế thành màu xanh nhạt trên màu vàng. Quân súng trường Sich phản đối cuộc đảo chính và bị giải tán cùng với "Áo choàng xanh", một sư đoàn Ukraina được thành lập từ tù binh chiến tranh tại Đức và Áo-Hung và được đặt tên theo đồng phục màu xanh lam của họ.
Sự phản đối nội bộ bị kích động trước hành động trưng dụng lương thực dự trữ và thu hồi đất đai cho các chủ đất giàu có. Những người phản đối chế độ Skoropadskyi thực hiện các hành vi đốt phá và phá hoại. Đến tháng 7 năm 1918, họ ám sát chỉ huy quân đội Đức tại Ukraina là Hermann von Eichhorn.  Vào tháng 8 năm 1918, liên minh chống Skoropadskyi thành công trong việc buộc ông phải tái thành lập Quân súng trường Sich. Vào thời điểm đó, rõ ràng là Liên minh Trung tâm đã thua trong thế chiến và Skoropadskyi không còn có thể dựa vào sự hỗ trợ của Liên minh nữa. Do đó, ông tìm kiếm ủng hộ từ các thành phần Nga bảo thủ trong xã hội và đề xuất gia nhập một liên minh với Anton Denikin và Bạch vệ. Điều này càng làm xói mòn vị thế của ông trong lòng người Ukraina.
Vào tháng 12 năm 1918, Skoropadskyi bị phế truất và Đốc chính được thành lập với vị thế một hình thức của Cộng hòa Nhân dân Ukraina.

## Hành chính

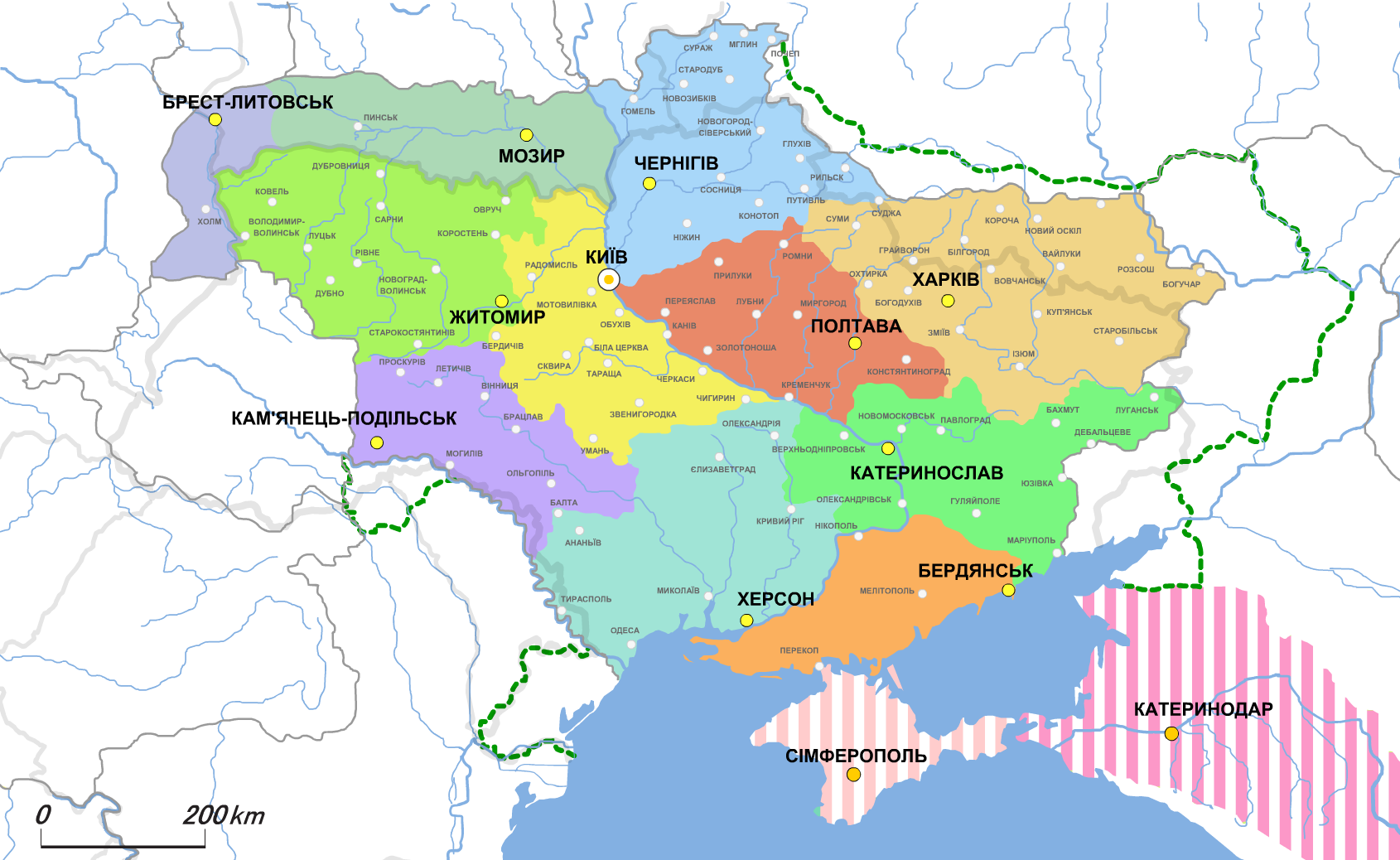
Phân chia hành chính của Quốc gia Ukraina. Đường màu xanh biểu thị phạm vi yêu sách lãnh thổ của Quốc gia.

| Đơn vị                    | Thành phố trung tâm | Starosta                       |
| ------------------------- | ------------------- | ------------------------------ |
| Volyn                     | Zhytomyr            | Dmytro Andro                   |
| Katerynoslav              | Katerynoslav        | Ivan Chernikov                 |
| Kyiv                      | Kyiv                | Ivan Chartoryzhski             |
| Podolia                   | Kamianets           | Serhii Kyselov                 |
| Poltava                   | Poltava             | Serhii Ivanenko                |
| Kharkiv                   | Kharkiv             | Petro Zaleski                  |
| Kherson                   | Kherson             | Semen Pyshchevych              |
| Kholm                     | Brest-Litovsk       | Olexandr Skoropys-Yoltukhovski |
| Chernihiv                 | Chernihiv           | Mykola Savicki                 |
| Polissia (okruha)         | Mozyr               |                                |
| Tavria (okruha)           | Berdiansk           |                                |
| Chính quyền khu vực Kryma | Simferopol          |                                |
| Cộng hòa Nhân dân Kubana  | Katerinodar         |                                |

## Nội chiến Ukraina

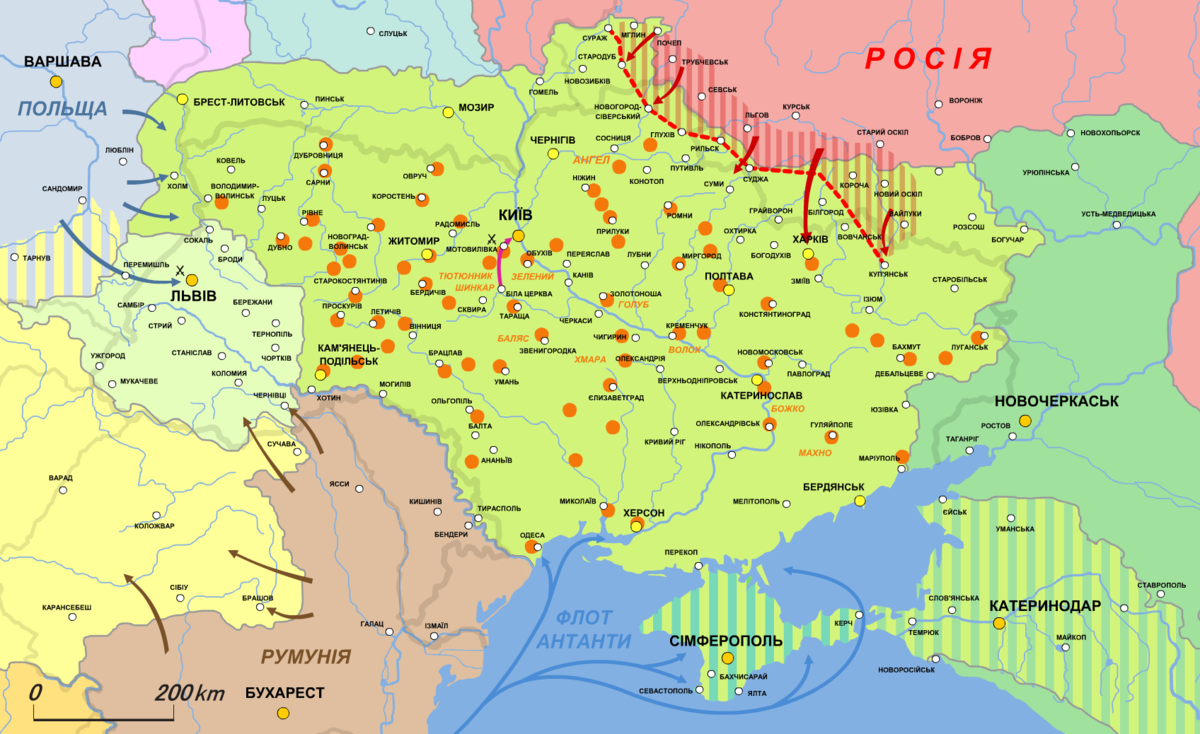
Ukraina vào tháng 11 và tháng 12 năm 1918
Các cuộc khởi nghĩa
Đường phân cách với Nga Xô viết Đàm phán với Krym và Kuban để gia nhập Quốc gia Ukraina
Vùng trung lập giữa Nga và Ukraina được quy định bởi Hiệp ước Brest-Litovsk

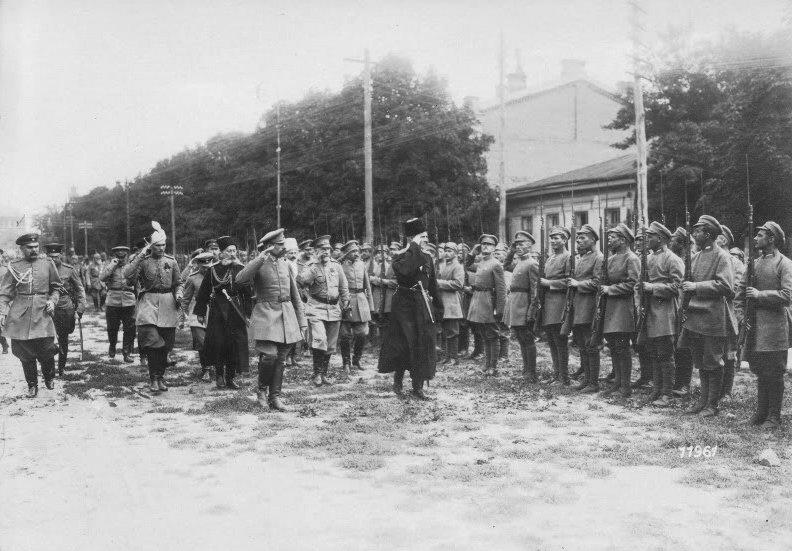
Skoropadskyi kiểm tra binh sĩ từ sư đoàn "Áo choàng xám"

Gần như toàn bộ ban tư lệnh của lực lượng vũ trang Quốc gia Ukraina bao gồm các sĩ quan của Lục quân Đế quốc Nga trước đây. Hầu hết các sĩ quan không ủng hộ đại nghiệp của Ukraina và nhìn nhận đây chỉ là một cách để vượt qua thời kỳ khó khăn. Đồng thời, đông đảo quần chúng chưa có ý thức phát triển về bản sắc dân tộc và dễ rơi vào tầm ảnh hưởng của tuyên truyền xã hội chủ nghĩa và cộng sản.
Sau hiệp định đình chiến kết thúc Chiến tranh thế giới thứ nhất, những người theo chủ nghĩa xã hội Ukraina thành lập Đốc chính Ukraina, lực lượng của họ do quân súng trường Sich và "Áo choàng xám" dẫn đầu. Mặc dù quân Đức và Áo vẫn chưa rút khỏi Ukraina nhưng họ không còn quan tâm chiến đấu nữa. Hầu hết lực lượng của Skoropadskyi đổi phe và gia nhập Đốc chính.
Vào ngày 16 tháng 11 năm 1918, bắt đầu từ Bila Tserkva, giao tranh nổ ra tại Quốc gia hetman.  Skoropadskyi phải nhờ đến hàng nghìn sĩ quan Bạch vệ Nga đã trốn sang Ukraina với ý định gia nhập Quân đội Tình nguyện của Denikin trong khu vực sông Don nằm xa hơn về phía đông. Họ được tập hợp thành một "Quân đoàn đặc biệt" nhưng tỏ ra không thể chống lại quân của Đốc chính do Symon Petliura chỉ huy. Skoropadskyi từ bỏ chức vụ Hetman vào ngày 14 tháng 12, khi Quân đội Nhân dân Ukraine chiếm Kyiv. Ông bị trục xuất và Quốc gia hetman được thay thế bằng chính phủ lâm thời của Đốc chính.

## Tôn giáo
Theo "Luật về Hệ thống nhà nước lâm thời Ukraina", vị thế lãnh đạo đất nước thuộc về đức tin Cơ đốc giáo Chính thống. Đồng thời, công dân Ukraina thuộc các giáo phái khác có quyền tuyên xưng tôn giáo và nghi thức của họ.
Giáo hội Chính thống giáo Nga, và sau đó là Giáo hội Chính thống giáo Tự chủ Ukraina, thống trị ở miền Trung và miền Đông Ukraina. Tuy nhiên, ở miền Tây Ukraina đã xảy ra xích mích giữa Chính thống giáo, Công giáo Hy Lạp, Công giáo La Mã và Do Thái giáo. Trong các cuộc xung đột, Bộ Tín điều của Quốc gia Ukraina và Hội đồng Bộ trưởng đã hỗ trợ về mặt đạo đức và vật chất cho các giáo sĩ Chính thống giáo.
Vào ngày 25 tháng 6, chính phủ phân bổ 3 triệu ruble để giúp đỡ các linh mục chuyển đến Volyn, Kholmshchyna, Grodno, Podolia, và Polesia, những nơi được sáp nhập vào Quốc gia Ukraina. Vào ngày 2 tháng 7, 120.000 ruble được phân bổ để duy trì các giáo sĩ Chính thống trên vùng đất Kholmshchyna, Podlachia và Polesia.